# Pseudepilysta loebli
Pseudepilysta loebli är en skalbaggsart som beskrevs av Hüdepohl 1996. Pseudepilysta loebli ingår i släktet Pseudepilysta och familjen långhorningar. Inga underarter finns listade i Catalogue of Life.